# Cynomoriaceae
Cynomoriaceae é uma família botânica pertencente à ordem Saxifragales. Possui apenas 1 género, Cynomorium, e 2 espécies. Também conhecida como Polegar do Deserto e Polegar Vermelho.
São plantas herbáceas de cor avermelhadas e com caules delgados simples. São plantas peculiares sem clorofila, sem ramos no caule e com folhas muito reduzidas em inflorescências. As flores, pequenas, agrupam-se em inflorescências terminais. São naturais de zonas frias, temperadas, subtropicais e do Mar Mediterrâneo.
O sistema APG II coloca esta família em posição incerta, assim como o sistema APG III.
Trabalhos de investigação filogenética de 2005 e o sistema APWeb colocam esta família na ordem Saxifragales, ao invés de na ordem Balanophorales, como anteriormente.

## Espécies
Segundo o Kew Garden World Checklist (8 de Julho de 2010):
- Cynomorium coccineum L. (1753)

Segundo o NCBI (8 de Julho de 2010) :
- Cynomorium coccineum
- Cynomorium songaricum